# بافل كوهوت
بافل كوهوت  (بالتشيكية: Pavel Kohout)‏(ولد 20 يوليو 1928) هو روائي وكاتب مسرحي وشاعر تشيكي ونمساوي. كان عضوًا في الحزب الشيوعي التشيكوسلوفاكي، وهو أحد المشاركين في ربيع براغ والمعارض في السبعينيات حتى لم يُسمح له بالعودة من النمسا. كان أحد الأعضاء المؤسسين لحركة  الميثاق رقم 77.

## روابط خارجية
- بافل كوهوت على موقع IMDb (الإنجليزية)
- بافل كوهوت على موقع مونزينجر (الألمانية)
- بافل كوهوت على موقع ألو سيني (الفرنسية)
- بافل كوهوت على موقع قاعدة بيانات برودواي على الإنترنت (الإنجليزية)
- بافل كوهوت على موقع ديسكوغز (الإنجليزية)
- بافل كوهوت على موقع قاعدة بيانات الفيلم (الإنجليزية)
- بافل كوهوت على موقع كينوبويسك (الروسية)